# Injecteur
Pour l’article homonyme, voir Injecteur (homonymie).
Un injecteur est un dispositif permettant l'apport de matières gazeuses ou liquides dans une machine. Il existe plusieurs types d'injecteurs.

La vapeur sous haute pression Pv, aspire de l'eau à pression Pa et l'injecte dans la chaudière pourtant à une pression Pc supérieure ou égale à Pv.

## Machine à vapeur

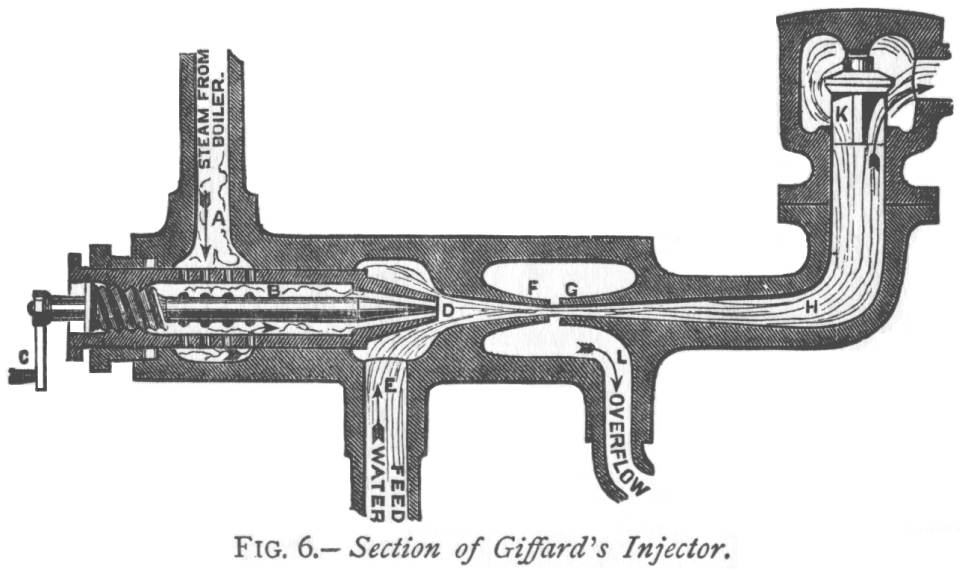
un giffard

L'injecteur d'Henri Giffard est un appareil utilisant l'énergie de la vapeur d'eau pour alimenter la chaudière en eau dans les machines à vapeur (ce mécanisme à entrée de vapeur et à sortie d'eau, après injection) était également utilisé dans le bassin houiller pour le procédé Triger). Appelé tout simplement « giffard » (\ʒi.faʁ\), il s'agit d'un injecteur surpresseur destiné à alimenter en eau une chaudière à vapeur en utilisant la vapeur de celle-ci comme fluide d’entraînement.

## Pompe à eau
Reprenant le même procédé l'hydro-éjecteur (appelé giffard en Suisse)

## Injecteur de moteur

Animation d'un injecteur de moteur.

L'injecteur permet l'apport du carburant dans la chambre de combustion des moteurs Diesel et dans certains moteurs à essence.
La pompe à carburant alimente le filtre à essence qui retient les impuretés. Le combustible est ensuite pulvérisé dans chaque cylindre, par l'injecteur sous forme de micro gouttelettes, permettant une combustion optimale. Ce phénomène peut être amplifié grâce à une turbine amplifiant la dispersion des gouttelettes. La vaste majorité des moteurs de voitures l'utilise en remplaçant le carburateur, ou encore dans les turboréacteurs d'avions.

## Injecteur de chaudière à fioul
L'injecteur, ou gicleur, d'une chaudière à fioul sert à envoyer la quantité optimale de carburant dans la chaudière pour obtenir la chaleur désirée.

## Injecteur de turbine à eau
Dans une turbine hydraulique de type Pelton, l'injecteur permet l'admission d'eau sur les augets de la roue mobile. Cet injecteur est régulé en débit afin de contrôler la vitesse de rotation de la turbine.

## Injecteur de cuisinière à gaz ou plaque de cuisson
Les injecteur de gazinière (cuisinière à gaz) ou  plaque de cuisson sont aussi appelé gicleur[réf. nécessaire].
Il en existe deux sortes :
- gaz naturel (gaz de ville) : à 20 mbar (référencé G20) ;
- GPL (butane, propane) : à 30 mbar (référencé G30).

## Injecteur pour brûleur à gaz
Élément réalisant la pulvérisation et l'homogénéisation du ou des combustible à l'intérieur de la chambre de combustion.